# 11277 Баллард
11277 Баллард (11277 Ballard) — астероїд головного поясу, відкритий 8 жовтня 1988 року.
Тіссеранів параметр щодо Юпітера — 3,382.